# Flockenschwämme
Die Flockenschwämme (Boidinia) sind eine Satelliten-Gattung aus dem Gloeocystidiellum-Komplex und werden heute in die Familie der Täublingsverwandten (Russulaceae) gestellt. Die Weißfäulepilze haben dünne, weißliche, resupinate Fruchtkörper mit einer weichen Konsistenz und einer losen Hyphenstruktur. Ihre Hyphen tragen Schnallen oder sind schnallenlos. Außerdem besitzen sie sulfoaldehydpositive Gloeozystiden und mehr oder weniger kugelige und stachelig bis warzig ornamentierte, amyloide Sporen.  Die Weißfäulepilze wachsen in der Regel auf Laubholz und verholzten Angiospermen. Die Mehrzahl der etwa 10 Arten kommt in den Tropen und Subtropen vor, in Europa findet man nur zwei Arten. Die Typusart ist Boidinia furfuracea  (Bres.) Stalpers & Hjortstam. Der Gattungsname Bodinia ehrt den französischen Mykologen Jacques Boidin (1922–2013).

## Merkmale
Die einjährigen, resupinaten, auf Rinde oder Holz wachsenden Fruchtkörper werden typischerweise einige Zentimeter lang und breit. Sie sind lose am Substrat angewachsen und meist ablösbar. Die weichen, dünnen bis membranösen Fruchtkörper werden bis zu 0,3 mm dick. Sie können im Alter rissig oder schorfig werden. Das Hymenium ist in der Regel glatt und folgt mehr oder weniger der Topographie des Substrates. Es ist weiß bis gräulich-weiß oder cremefarben und wird im Alter oft blass ocker oder wildlederfarben. Der Rand ist undeutlich abgesetzt. Der Kontext ist weich und lose und erscheint im Vertikalschnitt fast hyalin. Das Sporenpulver ist weißlich. Das dünne Subiculum ist blass bis weiß und die Subicularhyphen sind lose miteinander verwoben, können aber auch mehr oder weniger dicht sein.
Das Hyphensystem ist monomitisch. Die generativen Hyphen sind hyalin und üblicherweise locker miteinander verwoben. Direkt auf dem Substrat aufliegende Hyphen sind in einer schmalen Schicht parallel zum Substrat angeordnet, in höheren Schichten sind sie mehr senkrecht zum Substrat orientiert und steigen leicht verwoben zwischen den Gloeozystiden auf und bilden das Hymenium. Die meist dünnwandigen, hyalinen, inamyloiden und acyanophilen Hyphenzellen sind deutlich voneinander abgegrenzt. Bei einigen Arten haben die Hyphen Schnallen, bei anderen Arten sind sie schnallenlos. Die Basidien sind zylindrisch bis keulig oder gewunden und haben in der Regel ein fast urnenförmiges Aussehen. Sie sind 14–38 × 4–6 µm lang und haben vier gekrümmte Sterigmen. Die Basidien sind normalerweise endständig, es können aber auch einige laterale Basidien auftreten.
Neben den Basidien findet man zylindrische bis keulenförmige, moniliforme oder spindelförmige, dünnwandig und sulfoaldehydpositive Gloeozystiden, die mitunter an der Basis etwas bauchig sein können. Sie messen in der Regel 25–150 × 4–13 µm und haben einen öligen bis körnigen oder hyalinen Inhalt, der sich in KOH hellgelb verfärbt. Die Gloeozystiden ragen nicht oder nur geringfügig über die Basidien hinaus. Die stark amyloiden und acyanophilen Basidiosporen sind breit ellipsoid bis fast kugelig und messen 4–7 × 3–7 µm. Sie sind stachelig bis warzig ornamentiert, dünn- oder leicht dickwandig und haben in der Regel einem deutlichen Apiculus. Das Sporenornament verschwindet in 6%iger KOH.

## Ökologie und Verbreitung
Die meisten Arten der Gattung kommen in den Tropen oder Subtropen vor. Boidinia aculeata, Boidinia cana, Boidinia granulata, Boidinia luteola und Boidinia macrospora  wurden in Taiwan, Boidinia borbonica und Boidinia dendrophysata auf Réunion und Boidinia crystallitecta und  Boidinia inconstans  in Neuseeland nachgewiesen, während Boidinia donkii in Nepal und Boidinia lacticolor auf den Philippinen gesammelt wurden. Von der nordamerikanischen Art Boidinia propinqua gibt es Nachweise aus Kanada und den USA. Lediglich die Typusart Boidinia furfuracea (Nordamerika und Europa) und Boidinia permixta (Frankreich) kommen in Europa vor.
Die Vertreter der Gattung sind saprobiontische Weißfäulepilze, die meist auf Laub- und seltener auf Nadelholz wachsen. Besonders die tropischen und subtropischen Arten wachsen auf totem, mehr oder weniger verrottetem Laubholz oder verholzten Angiospermen. So wächst zum Beispiel Boidinia borbonica auf Stoebe passerinoides, einem auf Réunion endemischen Korbblütengewächs, Boidinia crystallitecta auf Pseudopanax arboreum einem in Neuseeland endemischen Araliengewächs und Boidinia dendrophysata auf dem Wollblütigen Nachtschatten (Solanum auriculatum), während  Boidinia lacticolor auf Bambusa und Boidinia luteola auf Miscanthus floridulus einem asiatischen, schilfartigen Süßgras wächst. Nur Boidinia furfuracea (Pinus pinea und Abies alba) und Boidinia propinqua (Pinus strobus, Pseudotsuga menziesii und Thuja plicata) wachsen auf Nadelholz.

## Systematik
Die Gattung Boidinia ist eine Satelliten-Gattung des Gloeocystidiellum-Komplexes. Von Gloeocystidiellum s. l. unterscheiden sich die Vertreter durch ihre lose Hyphentextur im Subiculum und die kugelige und stachelig bis warzig ornamentierten Basidiosporen. Ursprünglich enthielt die Gattung nur die Typusart Boidinia furfuracea. Jülich (1982) und Hjortstam und Ryvarden (1988) erweiterten das Gattungkonzept und nannten fast urnenförmige (suburniforme) Basidien als weiteres Merkmal. K. Hjortstam und L. Ryvarden akzeptierten nun auch Arten mit einfach septierten Hyphen und stellten Gloeocystidium peroxydatum und Corticium propinquum in die Gattung. Auf die Ähnlichkeit der beiden Arten mit der Typusart hatten bereits K. Hjortstam und J. A. Stalpers hingewiesen, hatten sie aber wegen ihrer schnallenlosen Hyphen vorerst in der Gattung Gloeocystidiellum belassen.
Molekularbiologische Untersuchungen durch E. und K. H. Larsson 2003 zeigten, dass Boidinia klar zur Familie der Täublingsverwandten gehört. Doch bildet die Gattung innerhalb der Familie kein Monophylum, da die Typusart Boidinia furfuracea unabhängig von den anderen Arten der Gattung eine eigenständige Abstammungslinie bildet. Laut E. und K. H. Larsson sind die Ergebnisse der molekularbiologischen Untersuchungen ein starkes Indiz dafür, dass die Vorläufer der Milchlinge und Täublinge saprotrophe, corticioide Weißfäulepilze waren. Außerdem zeigen ihre Ergebnisse, dass der Übergang innerhalb der Täublingsartigen von Saprotrophen zu Mykorrhizapilzen sich zweimal unabhängig voneinander vollzogen haben muss. Einmal innerhalb der Schafporlingsverwandten und einmal bei den Täublingsverwandten. Dies bestätigt auch die Schlussfolgerung von Hibbett und seinen Coautoren (2000), dass es im Laufe der Evolution mehrmals unabhängig voneinander einen Wechsel von Saprobionten zu Mykorrhizapilzen gegeben hat. Doch anders als bei den Schafporlingsverwandten, bei denen es mit dem Mykorrhiza-Byssusporling bereits corticioide Pilze mit einer symbiotischen Lebensweise gibt, leben die corticioiden Vertreter der Täublingsverwandten ausschließlich saprotroph. Außerdem bestätigen die Verwandtschaftsverhältnisse innerhalb der Täublingsartigen ein evolutionäres Prinzip, wonach sich komplexe Fruchtkörper, wie wir sie bei den Täublingen und Milchlingen finden, im Laufe der Evolution stets aus einfachen Fruchtkörperformen entwickeln, wie es Hibbett und Binder schon 2002 postuliert hatten.

## Arten
Die Gattung hat weltweit 14 Arten, in Europa kommen davon zwei Arten vor.
| Wissenschaftlicher Name                     | Autor                                             | Verbreitung und Substrat                                                                    |
| ------------------------------------------- | ------------------------------------------------- | ------------------------------------------------------------------------------------------- |
| Boidinia aculeata                           | (Sheng H. Wu) E. Larss. & K.H. Larss. 2003        | Taiwan                                                                                      |
| Boidinia borbonica                          | Boidin, Lanq. & Gilles 1997                       | Reunion                                                                                     |
| Boidinia cana                               | Sheng H. Wu 1996                                  | Taiwan                                                                                      |
| Boidinia crystallitecta                     | (G. Cunn.) Sheng H. Wu & P.K. Buchanan 1998       | Neu Seeland auf Neopanax arboreum                                                           |
| Boidinia dendrophysata                      | Boidin & Gilles                                   | Reunion auf Solanum auriculatum                                                             |
| Boidinia donkii                             | (S.S. Rattan) Sheng H. Wu & P.K. Buchanan 2000    | Sicher nur in Nepal nachgewiesen                                                            |
| Boidinia granulata                          | Sheng H. Wu 1996                                  | Taiwan                                                                                      |
| Kleiiger Flockenschwamm Boidinia furfuracea | (Bres.) Stalpers & Hjortstam 1982                 | Europa und Nordamerika                                                                      |
| Boidinia lacticolor                         | (Bres.) Hjortstam & Ryvarden 1987                 | Philippinen, auf Bambusa. Nachweise aus Kenia, Malawi, Indien und Neuseeland sind unsicher. |
| Boidinia luteola                            | Sheng H. Wu 1996                                  | Taiwan                                                                                      |
| Boidinia macrospora                         | Sheng H. Wu 1996                                  | Taiwan                                                                                      |
| Boidinia permixta                           | Boidin, Lanq. & Gilles 1997                       | Frankreich, auf Hainbuche                                                                   |
| Boidinia peroxydata                         | (Rick) Hjortstam & Ryvarden 1988                  | Brasilien und Venezuela auf Laubholz                                                        |
| Boidinia propinqua                          | (H.S. Jacks. & Dearden) Hjortstam & Ryvarden 1988 | Nordamerika (Kanada, USA), auf Nadelholz                                                    |